# Lindsaea hainaniana
Lindsaea hainaniana är en ormbunkeart som först beskrevs av K. U. Kramer, och fick sitt nu gällande namn av Lehtonen och Tuomisto. Lindsaea hainaniana ingår i släktet Lindsaea och familjen Lindsaeaceae. Inga underarter finns listade.